# Claude Bernard
Claude Bernard (Saint-Julioen, Roine, 12 de juliol del 1813 - París, 10 de febrer del 1878), fou un metge i fisiòleg francès, conegut per la descripció de la síndrome de Claude Bernard-Horner. Se'l considera el creador de la medicina experimental.
L'historiador I. Bernard Cohen de la Universitat Harvard va anomenar Bernard "un dels més grans de tots els homes de ciència". Va originar el terme milieu intérieur, i el concepte associat d'homeòstasi (aquest darrer terme encunyat per Walter Cannon).

## Biografia
Bernard va néixer el 1813 al poble de Saint-Julien prop de Villefranche-sur-Saône. Va estudiar a l'escola dels jesuïtes d'aquesta ciutat, i després va anar a la universitat de Lió, que, tanmateix, aviat va abandonar per convertir-se en ajudant en una farmacèutica. De vegades és descrit com un agnòstic i fins i tot amb humor es refereixen als seus col·legues com un "gran sacerdot de l'ateisme". Malgrat això, després de la seva mort, el cardenal Ferdinand Donnet va afirmar que Bernard era un fervent catòlic, amb una entrada biogràfica a l'Enciclopèdia Catòlica. Les seves hores de lleure les dedicava a la composició d'una comèdia de vodevil, i l'èxit que va aconseguir el va portar a intentar un drama en prosa en cinc actes, Arthur de Bretagne.
El 1834, als vint-i-un anys, se'n va anar a París, armat amb aquesta obra i una introducció a Saint-Marc Girardin, però el crític el va dissuadir d'adoptar la literatura com a professió i el va instar més aviat a estudiar medicina. Bernard va seguir aquest consell, i en el seu moment esdevingué intern a l'Hôtel-Dieu de París. D'aquesta manera va entrar en contacte amb el fisiòleg François Magendie, que exercia com a metge a l'hospital. Bernard es va convertir en "preparador" (assistent de laboratori) al Collège de France el 1841.

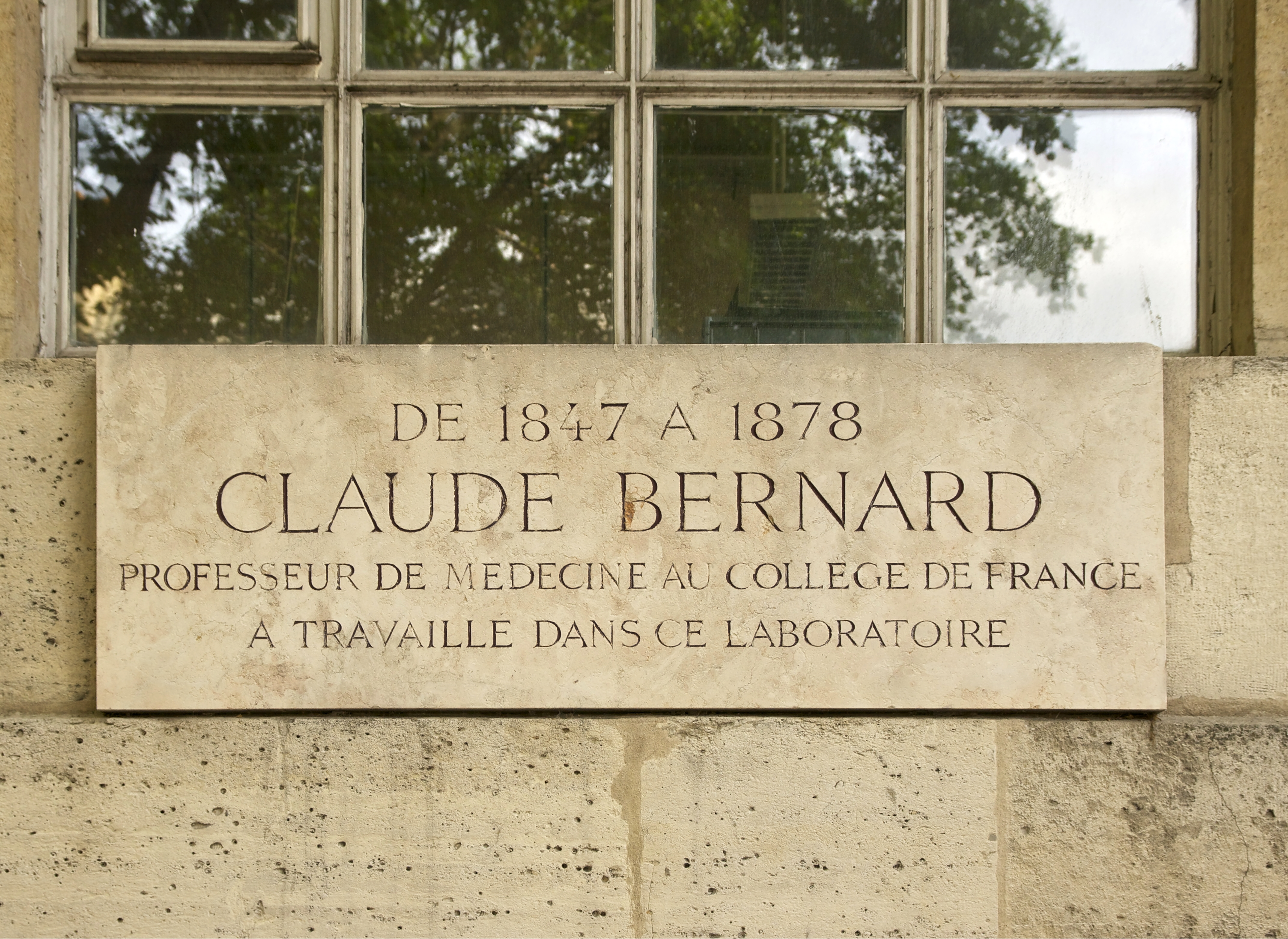
Placa commemorativa a París que marca el lloc del laboratori de Claude Bernard des de 1847 fins a la seva mort el 1878.

El 1845, Bernard es va casar amb Marie Françoise "Fanny" Martin per conveniència; el matrimoni va ser organitzat per un col·lega i el seu dot va ajudar a finançar els seus experiments. El 1847 va ser nomenat professor adjunt de Magendie a la universitat, i el 1855 el va succeir com a professor titular. El 1860, Bernard va ser elegit membre internacional de la Societat Filosòfica Americana. El seu camp d'investigació es considerava inferior en aquell moment, el laboratori que se li assignava era simplement un "celler normal". Feia un temps Bernard havia estat escollit com a primer ocupant de la nova càtedra de fisiologia de la Sorbona, però no hi havia cap laboratori previst per al seu ús. Va ser Napoleó III qui, després d'una entrevista amb ell el 1864, va fer construint un laboratori al Museu Nacional d'Història Natural al Jardí de les Plantes. Al mateix temps, Napoleó III va establir una càtedra que Bernat va acceptar, deixant la Sorbona. El mateix any, 1868, també va ser admès membre de l'Acadèmia Francesa i escollit membre estranger de la Reial Acadèmia Sueca de Ciències.
Quan va morir el 10 de febrer de 1878, se li va fer un funeral públic, un honor que França mai havia concedit a un home de ciència. Va ser enterrat al Cementiri del Père-Lachaise a París.

## Arthur de Bretanya
Als 19 anys Claude Bernard va escriure una obra de teatre en prosa autobiogràfica en cinc actes anomenada Arthur de Bretagne, que es va publicar només després de la seva mort. Una segona edició va aparèixer el 1943.

## Obres

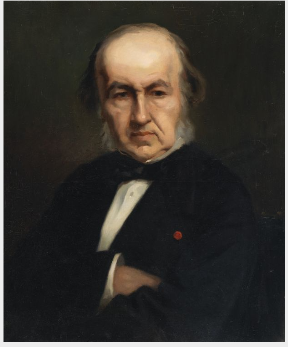
retrat de Marcel Mangin

L'objectiu del patró Claude Bernard, com va afirmar amb les seves pròpies paraules, era establir l'ús del mètode científic en medicina. Va descartar diverses idees errònies anteriors, va qüestionar les presumpcions comunes i es va basar en l'experimentació. A diferència de la majoria dels seus contemporanis, va insistir que tots els éssers vius estaven subjectes a les mateixes lleis que la matèria inanimada.
El primer treball important de Claude Bernard va ser sobre les funcions del pàncrees, el suc del qual va demostrar ser de gran importància en el procés de la digestió; aquest èxit li va valer el premi de fisiologia experimental de l'Acadèmia Francesa de les Ciències.
Una segona investigació, potser la més famosa, va ser sobre la funció glucogènica del fetge; en el transcurs del seu estudi va ser portat a la conclusió, que aporta llum sobre la causa de la diabetis mellitus, que el fetge, a més de secretar bilis, és la seu d'una secreció interna, mitjançant la qual prepara sucre a costa dels elements de la sang que hi passen.
Una tercera investigació va donar com a resultat el descobriment del sistema vasomotor. El 1851, mentre examinava els efectes produïts en la temperatura de diverses parts del cos per secció del nervi o nervis que els pertanyien, va observar que la divisió del nervi simpàtic cervical donava lloc a una circulació més activa i una pulsació més forçada de les artèries en determinades parts del cap, i uns mesos després va observar que l'excitació elèctrica de la part superior del nervi dividit tenia l'efecte contrari. D'aquesta manera va establir l'existència tant dels nervis vasodilatadors com dels vasoconstrictors.
L'estudi de l'acció fisiològica dels verins també va ser de gran interès per a ell, la seva atenció es va dedicar especialment al curare i al gas monòxid de carboni. Se li atribueix a Bernard que va descriure per primera vegada l'afinitat del monòxid de carboni per l'hemoglobina el 1857, encara que James Watt havia extret conclusions similars sobre l'afinitat de l'hidrocarbonat per la sang que actuava com "un antídot a l'oxigen" el 1794 abans dels descobriments del monòxid de carboni. i hemoglobina.

### Milieu interior
Milieu intérieur és el concepte clau amb el qual s'associa Bernard. Va escriure: "L'estabilitat de l'entorn intern [el milieu intérieur] és la condició per a la vida lliure i independent". Aquest és el principi subjacent de què més tard s'anomenaria homeòstasi, un terme encunyat per Walter Cannon. També va explicar que:
| « | El cos viu, tot i que necessita l'entorn que l'envolta, és relativament independent d'ell. Aquesta independència que l'organisme té del seu medi extern, deriva del fet que en l'ésser viu, els teixits estan, de fet, allunyats de les influències externes directes i estan protegits per un veritable medi intern que està constituït, en particular, pels fluids que circulen en el cos La constància del medi intern és la condició per a la vida lliure i independent: el mecanisme que ho fa possible és el que assegurava el manteniment, dins del medi intern, de totes les condicions necessàries per a la vida dels elements. La constància de l'entorn pressuposa una perfecció de l'organisme tal que les variacions externes es compensen a cada instant i es posen en equilibri. En conseqüència, lluny de ser indiferent al món exterior, l'animal superior es troba al contrari en una estreta i sàvia relació amb ell, de manera que el seu equilibri resulta d'una compensació contínua i delicada establerta com si fos el més sensible dels equilibris. | » |

### Vivisecció
Els descobriments científics de Bernard es van fer mitjançant la vivisecció, de la qual va ser el principal defensor a Europa en aquell moment. Va escriure:
El fisiòleg no és un home normal. És un home erudit, un home posseït i absorbit per una idea científica. No sent els crits de dolor dels animals. És cec a la sang que flueix. No veu res més que la seva idea i organismes que li amaguen els secrets que està decidit a descobrir.
Bernard va practicar la vivisecció, amb disgust de la seva dona i les seves filles que havien tornat a casa per descobrir que havia viviseccionat el seu gos. La parella es va separar oficialment el 1869 i la seva dona va continuar fent campanya activa contra la pràctica de la vivisecció.
La seva dona i les seves filles no van ser les úniques a les quals els van disgustar els experiments amb animals de Bernard. El metge i científic George Hoggan va passar quatre mesos observant i treballant al laboratori de Bernard i va ser un dels pocs autors contemporanis que va fer una crònica del que hi va passar. Més tard va ser mogut a escriure que les seves experiències al laboratori de Bernard l'havien fet "preparat per veure no només la ciència, sinó fins i tot la humanitat, morir en lloc de recórrer a aquests mitjans per salvar-la".

## Introducció a l'Estudi de Medicina Experimental

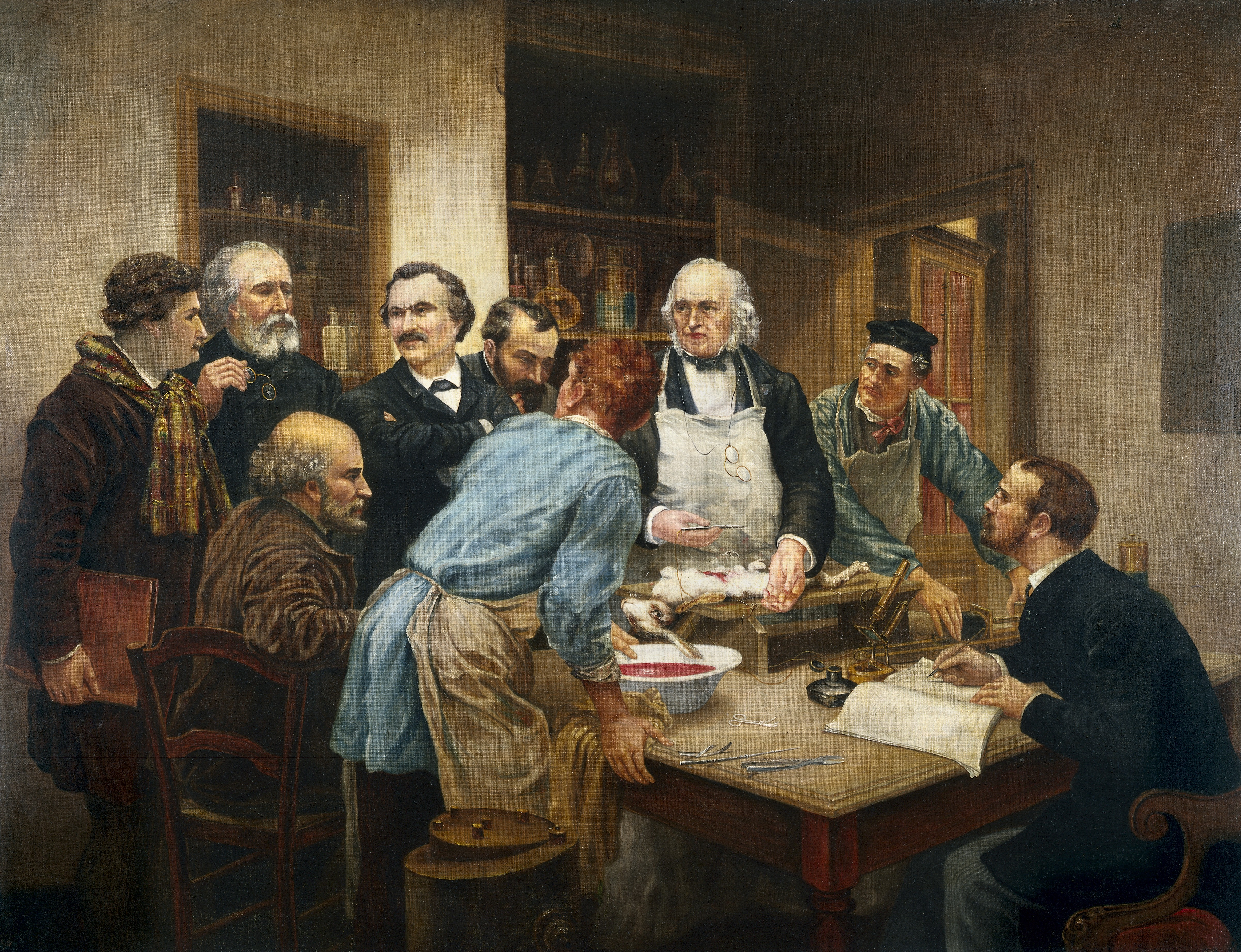
Pintura a l'oli que representa Claude Bernard, amb els seus alumnes

En el seu discurs principal sobre el mètode científic, An Introduction to the Study of Experimental Medicine (1865), Bernard va descriure què fa que una teoria científica sigui bona i què fa que un científic sigui important, un veritable descobridor. A diferència de molts escriptors científics de la seva època, Bernard va escriure sobre els seus propis experiments i pensaments, i va utilitzar la primera persona.
Conegut i desconegut. El que fa que un científic sigui important, afirma, és com de bé ha penetrat en el desconegut. A les àrees de la ciència on els fets són coneguts per tothom, tots els científics són més o menys iguals; no podem saber qui és genial. Però en l'àmbit de la ciència que encara és obscur i desconegut es reconeixen els grans: "Estan marcats per idees que il·luminen fenòmens fins ara obscurs i porten la ciència endavant".
Autoritat vs. observació. És a través del mètode experimental que la ciència es porta endavant, no acceptant de manera acrítica l'autoritat de les fonts acadèmiques o escolars. En el mètode experimental, la realitat observable és la nostra única autoritat. Bernard escriu amb fervor científic:
Quan ens trobem amb un fet que contradiu una teoria imperant, hem d'acceptar el fet i abandonar la teoria, fins i tot quan la teoria té el suport de grans noms i és generalment acceptada.
Inducció i deducció. La ciència experimental és un intercanvi constant entre teoria i fet, inducció i deducció. La inducció, el raonament del particular al general i la deducció, o el raonament del general al particular, maig estan realment separats. Una teoria general i les nostres deduccions teòriques d'ella s'han de provar amb experiments específics dissenyats per confirmar o negar la seva veritat; mentre que aquests experiments particulars ens poden portar a formular noves teories.
Causa i efecte. El científic intenta determinar la relació de causa i efecte. Això és cert per a totes les ciències: l'objectiu és connectar un "fenomen natural" amb la seva "causa immediata". Formulem hipòtesis que dilucideixen, tal com ho veiem, la relació de causa i efecte per a fenòmens particulars. Comprovem les hipòtesis. I quan es demostra una hipòtesi, és una teoria científica. "Abans només ens queda el palpatge i l'empirisme".
Verificació i denegació. Bernard explica què fa que una teoria sigui bona o dolenta científicament:
Les teories són només hipòtesis, verificades per fets més o menys nombrosos. Els verificats per la majoria de fets són els millors, però fins i tot així mai són definitives, mai no es creuen del tot.

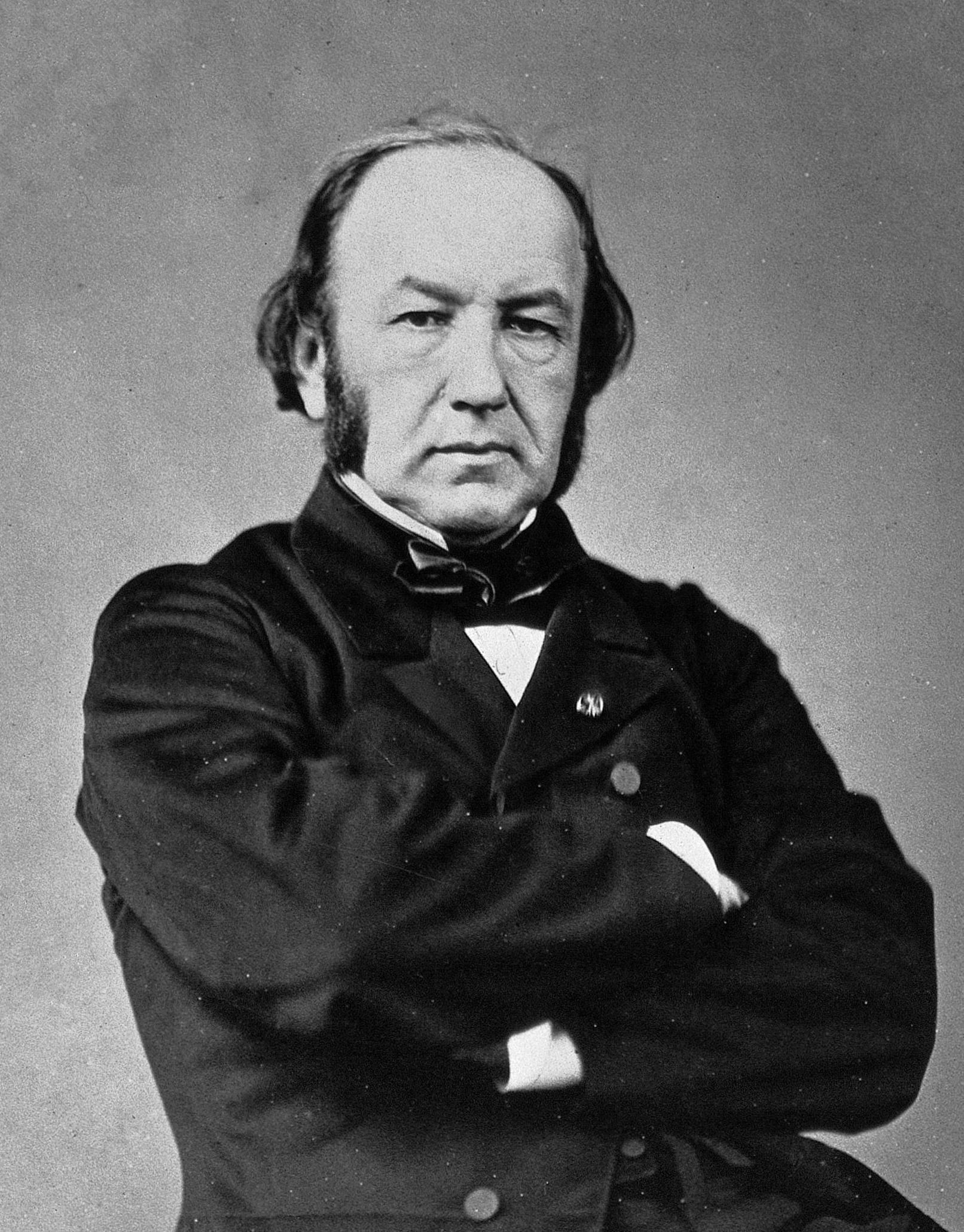
Claude Bernard

Quan hem comprovat que hem trobat una causa? Bernard afirma:
De fet, la prova que una determinada condició sempre precedeix o acompanya un fenomen no garanteix concloure amb certesa que una determinada condició és la causa immediata d'aquest fenomen. Encara s'ha d'establir que quan s'elimini aquesta condició, el fenomen ja no apareixerà...
Sempre hem d'intentar desmentir les nostres pròpies teories. "Només podem establir sòlidament les nostres idees intentant destruir les nostres pròpies conclusions mitjançant contraexperiments". El que és observablement cert és l'única autoritat. Si a través de l'experiment contradiu les vostres pròpies conclusions, heu d'acceptar la contradicció, però només amb una condició: que la contradicció estigui PROVADA.
Determinisme i mitjanes. En l'estudi de la malaltia, "la causa real i efectiva d'una malaltia ha de ser constant i determinada, és a dir, única; qualsevol altra cosa seria una negació de la ciència en medicina". De fet, una "aplicació molt freqüent de les matemàtiques a la biologia [és] l'ús de mitjanes" —és a dir, estadístiques— que només poden donar "precisió aparent". De vegades, les mitjanes no donen el tipus d'informació necessària per salvar vides. Per exemple:
Un gran cirurgià realitza operacions de pedra per un sol mètode; posteriorment fa un resum estadístic de morts i recuperacions, i d'aquestes estadístiques conclou que la llei de mortalitat d'aquesta operació és de dos sobre cinc. Bé, dic que aquesta proporció no significa literalment res científicament i no ens dona certesa a l'hora de realitzar la següent operació; perquè no sabem si el proper cas serà entre les recuperacions o les morts. El que realment s'hauria de fer, en comptes de reunir els fets empíricament, és estudiar-los amb més precisió, cadascun en el seu determinisme especial... descobrir-hi la causa dels accidents mortals per dominar-ne la causa i evitar els accidents.
Tot i que l'aplicació de les matemàtiques a tots els aspectes de la ciència és el seu objectiu final, la biologia encara és massa complexa i mal entesa. Per tant, ara com ara l'objectiu de la ciència mèdica hauria de ser descobrir tots els fets nous possibles. L'anàlisi qualitativa ha de precedir sempre l'anàlisi quantitativa.
Veritat vs. falsificació. L'«esperit filosòfic», escriu Bernard, és sempre actiu en el seu desig de veritat. Estimula una "espècie de set d'allò desconegut" que ennobleix i anima la ciència, on, com a experimentadors, necessitem "només estar cara a cara amb la natura". Les ments genials "mai estan satisfetes amb elles mateixes, però encara continuen esforçant-se". Entre les grans ments anomena Joseph Priestley i Blaise Pascal.
Mentrestant, hi ha aquells que tenen "la ment lligada i atapeïda". S'oposen a descobrir el desconegut (que "generalment és una relació imprevista no inclosa en la teoria") perquè no volen descobrir res que pugui refutar les seves pròpies teories. Bernard els anomena "despreciadors dels seus semblants" i diu que "la idea dominant d'aquests menyspreadors dels seus semblants és trobar defectuoses les teories dels altres i intentar contradir-les". Són enganyosos, ja que en els seus experiments només informen resultats que fan que les seves teories semblin correctes i suprimeixen resultats que donen suport als seus rivals. D'aquesta manera, "falsifiquen la ciència i els fets":
Fan observacions pobres, perquè trien entre els resultats dels seus experiments només allò que convé al seu objecte, descuidant allò que no hi té relació i deixant de banda amb cura tot allò que podria tendir cap a la idea que volen combatre.
Descobrint vs menyspreant. Els "despreciadors dels seus semblants" no tenen l'"ardent desig de coneixement" que sempre tindrà l'autèntic esperit científic; per tant, el progrés de la ciència maig serà aturat per ells. Bernard escriu:
El desig ardent de coneixement, de fet, és l'únic motiu que atrau i dona suport als investigadors en els seus esforços; i només aquest coneixement, realment captat i, tanmateix, sempre volant davant d'ells, esdevé alhora el seu únic turment i la seva única felicitat... Un home de ciència s'aixeca sempre, a la recerca de la veritat; i si maig el troba tot, descobreix tanmateix fragments molt significatius; i aquests fragments de veritat universal són precisament el que constitueix la ciència.